# Viking 2
Viking 2 byla americká planetární sonda z programu Viking určená pro průzkum Marsu, která úspěšně se svým dvojčetem Vikingem 1 přistála (jako druhá) na povrchu Marsu.

## Průběh mise

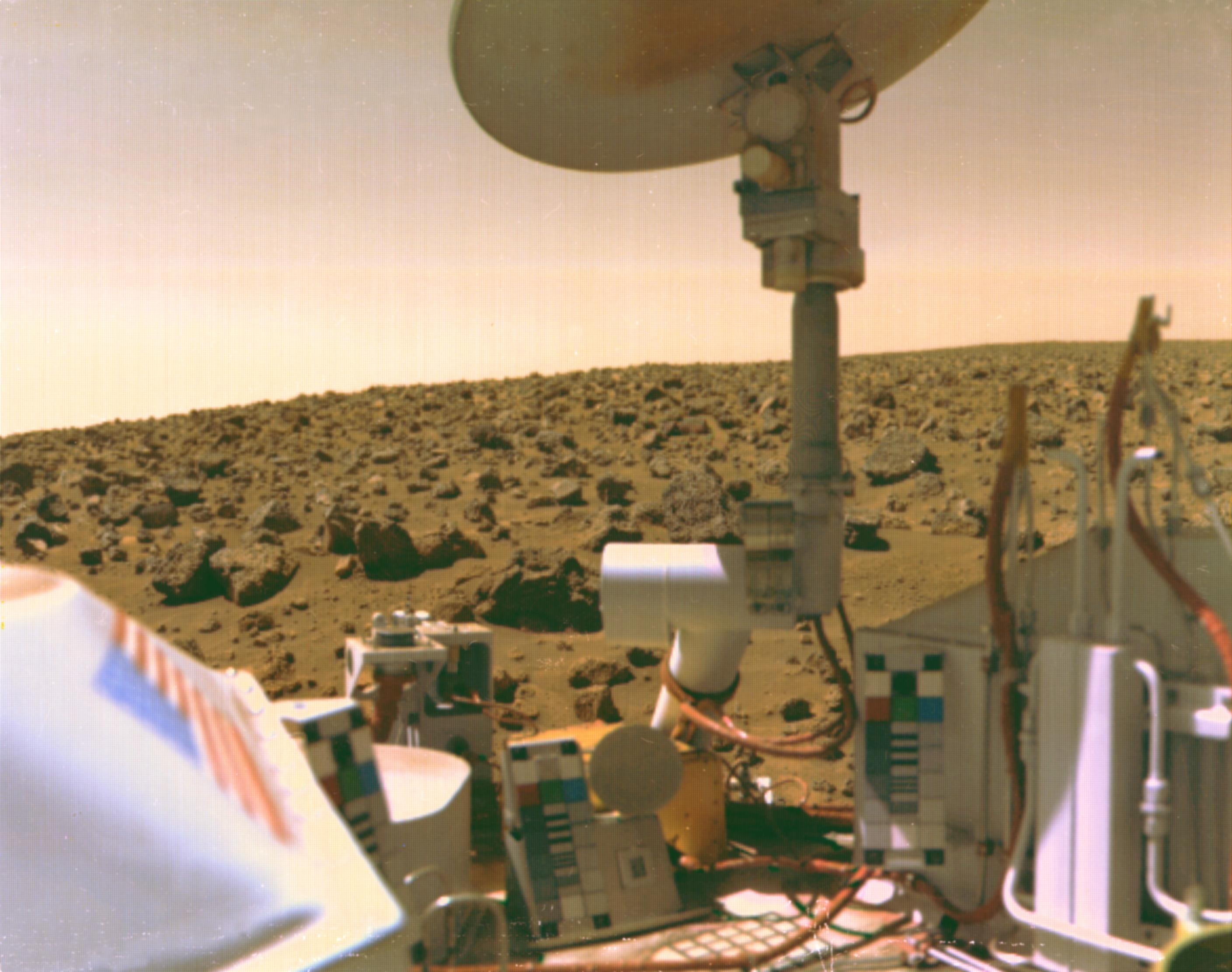
Okolí přistávacího modulu Viking 2

Vyslána byla 9. září 1975 pomocí nosiče Titan IIIE Centaur z kosmodromu Eastern Test Range na Floridě. Startovní hmotnost měla 2325 kg. Následně obdržela katalogové číslo COSPAR 1975-083A. Let k Marsu trval 333 dní. Během letu bylo provedeno několik úprav (korekcí) dráhy. Na oběžnou dráhu planety se dostala sonda až 7. srpna 1976.
Pět dní před přistáním modulu na povrchu začala sonda pořizovat globální snímky planety, které mohly být později použity pro vytvoření prvních podrobných geologických map planety a pro vyčlenění základní stratigrafie. Snímky ukázaly, že plánovaná oblast k přistání je nevhodná a proto po vyhodnocení vlastních snímků i souběžně pracující sondy Viking 1 bylo určeno místo jiné.
Přistávací pouzdro sondy přistálo na povrchu planety v oblasti Utopia Planitia v 22:37:50 UT dne 3. září 1976. Na rozdíl od sesterské sondy Viking 1 se na dvojce podařilo uvést do chodu všechny přístroje, meteorologická aparatura však po několika dnech přestala pracovat. Výsledky naměřených hodnot byly obdobné těm, které posílal Viking 1. Biologická laboratoř byla vypnuta 28.5.1977 (pracovala půl roku), ostatní měření pokračovala do 11. dubna 1980.
Družicová část sondy byla převedena na polární dráhu a pokračovala v snímkování planety. Přínosem byly zejména fotografie zamrzlé severní polární čepičky.
Sonda pracovala až do 11. dubna 1980, kdy byla vypnuta pro nedostatek energie v bateriích.